# Mardi Gras-indianen

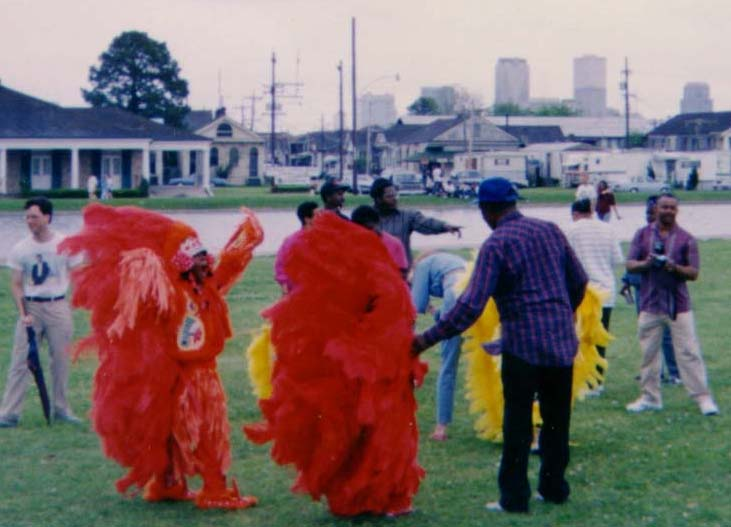
Mardi Gras-indianen verzamelen zich langs Bayou St. John voor "Super Sunday" 1991

Mardi Gras-indianen (ook bekend als Black Masking Indians) zijn zwarte carnavalsvierders uit New Orleans, Louisiana, die zich voor Mardi Gras verkleden in pakken die zijn geïnspireerd op inheems-indiaanse ceremoniële kleding.
Als groep worden hun organisaties "stammen" genoemd. Er zijn ongeveer 38 stammen die in grootte variëren van een half dozijn tot enkele tientallen leden. De groepen zijn grotendeels onafhankelijk, maar een paar overkoepelende organisaties coördineren losjes de Uptown-indianen en de Downtown-indianen.
Naast op "Mardi Gras Day" (twee weken voor aswoensdag) paraderen veel van de stammen ook op het feest van Sint Jozef (19 maart) of op de zondag die het dichtst bij die dag ligt ("Super Sunday"). Traditioneel waren dit de enige keren dat Mardi Gras-indianen in vol ornaat in het openbaar werden gezien. Het "New Orleans Jazz &  Heritage Festival" begon met het inhuren van die stammen om ook op het festival te verschijnen. In de afgelopen jaren is het gebruikelijker geworden om Mardi Gras-indianen te zien op andere festivals en optochten in de stad.
Ondanks de populariteit van dergelijke activiteiten voor zowel toeristen als inwoners, zou het fenomeen van de Mardi Gras-indianen zowel een vitale muzikale geschiedenis weerspiegelen als een even vitale poging om uitdrukking te geven aan de interne sociale dynamiek.

## Geschiedenis

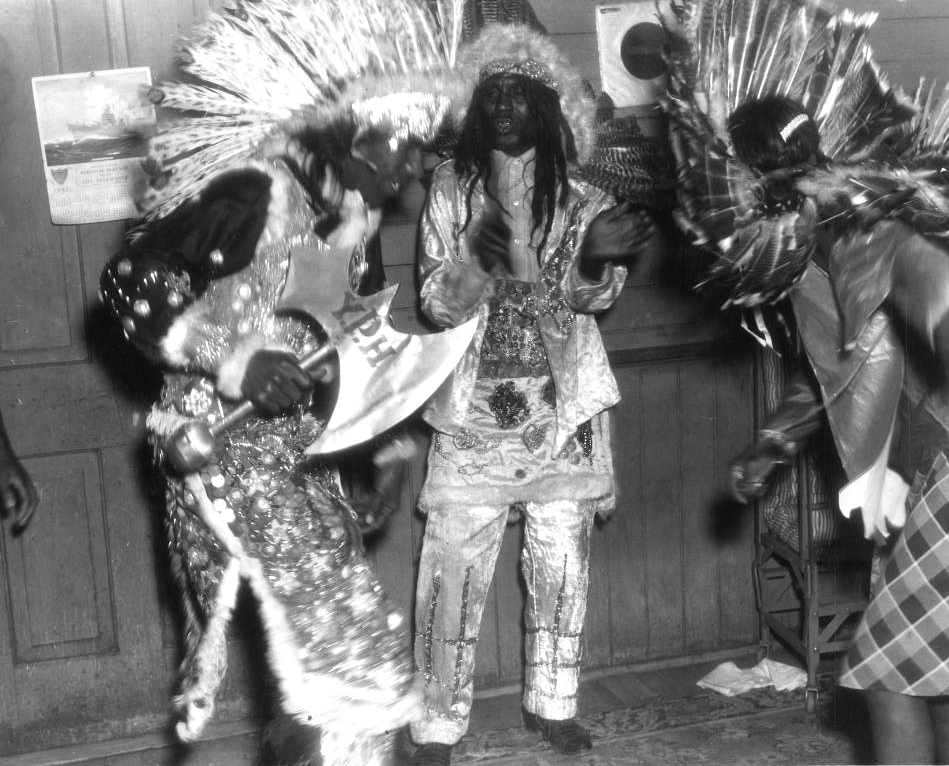
Chief en leden van de "Yellow Pocahontas" -stam, St. Joseph's Day, 1942

Mardi Gras-indianen beoefenen hun tradities in New Orleans in ieder geval sinds het midden van de 19e eeuw, mogelijk eerder. De geschiedenis van de Mardi Gras-indianen is gehuld in mysterie en folklore.

### Congoplein

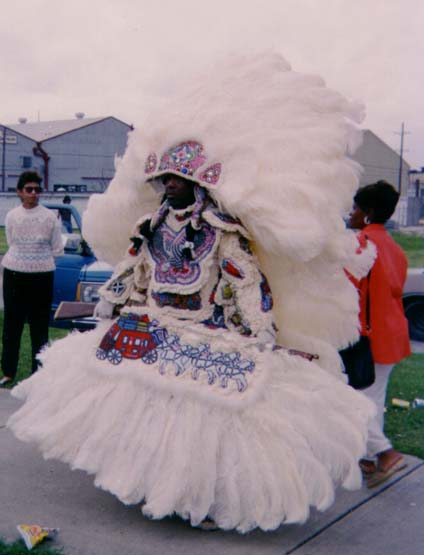
Mardi Gras Indiaan is zich aan het kleden

In 1740 was het Congoplein in New Orleans een cultureel centrum voor Afrikaanse muziek en dans. New Orleans was liberaler dan veel zuidelijke steden, en op zondag kwamen Afrikaanse slaven bijeen om volksliedjes te zingen, traditionele muziek te spelen en te dansen. De levendige feesten werden door een noordelijke waarnemer beschreven als "onbeschrijfelijk . . . Tot op heden zul je nooit vrolijkere gezichten zien, met demonstraties van meer vergetelheid van het verleden en de toekomst, en met meer volledige overgave aan het vreugdevolle bestaan." Het idee om traditionele Afrikaanse muziek en dans los te laten en te omarmen, is een ruggengraat van de praktijk van de Mardi Gras-indianen.

### Inheems-Amerikaans en Afro-Amerikaanse ontmoetingen
Als belangrijke zuidelijke handelshaven werd New Orleans een smeltkroes van culturen.
Op het einde van jaren 1740 en in 1750 vluchtten veel tot slaaf gemaakte Afrikanen naar de bayous van Louisiana, waar ze met inheemse Amerikaanse indianen in contact kwamen. Jaren later, na de burgeroorlog, sloten honderden vrijgelaten slaven zich aan bij het Amerikaanse negende cavalerieregiment, ook wel bekend als Buffalo Soldiers . De Buffalo Soldiers vochten en doodden  en hielpen bij de massale deportatie van de Prairie-indianen aan de westelijke grens. Na hun terugkeer in New Orleans namen veel ex-soldaten deel aan populaire Wild West-shows, met name Buffalo Bill's Wild West . De show overwinterde van 1884 tot 1885 in New Orleans en werd door de Daily Picayune geprezen als "de keuze van het volk". Er was minstens één zwarte cowboy in de show en er waren talloze zwarte cowboys.
Op Mardi Gras in 1885 marcheerden 50 tot 60 Prairie-indianen in inheemse kleding door de straten van New Orleans. Aangenomen wordt dat later dat jaar de eerste indiaanse groep van Mardi Gras werd gevormd; de stam heette "The Creole Wild West" en was hoogstwaarschijnlijk samengesteld uit leden van Buffalo Bill's Wild West-show. De "indiaanse groepen" zouden echter kunnen dateren van vóór hun verschijning in de stad. Een bron uit 1849 verwijst naar zwarte artiesten op Congo Square, volledig verhuld met 'de staartveren van de pauw'.
De oorsprong van de Mardi Gras-indianen is ook terug te voeren op nepoorlogsoptredens van krijgers uit het vroegere  Koninkrijk Kongo.

## Pakken
Mardi Gras-indianenpakken kosten alleen al duizenden dollars aan materiaal en kunnen meer dan honderd pond wegen. Een pak maken kost meestal tussen de zes en negen maanden om te ontwerpen en af te maken. Elke Indiaan ontwerpt en maakt zijn eigen pak; uitgebreide kralenpatches verbeelden betekenisvolle en symbolische scènes. Kralen, veren en pailletten zijn integrale onderdelen van een Mardi Gras-indianenpak. Uptown New Orleans-stammen hebben de neiging om meer sculpturale en abstracte Afrikaans geïnspireerde pakken te hebben; stammen in de binnenstad hebben meer picturale pakken met zware inheems-indiaanse invloeden. 
De pakken worden onthuld op Super Sunday. Ook al domineren mannen de verschillende stammen, ook vrouwen die hun eigen kostuums en maskers maken kunnen Mardi Gras-indianen-Queen worden. De pakken zijn opgevuld, waardoor de kleding een sculpturale vormgevening krijgt. Darryl Montana, zoon van de Big Chief van de Yellow Pocahontas "Hunters" -stam, schat dat de pakken elk jaar ongeveer $ 5.000 aan materiaal kosten, waaronder tot aan 300 meter donsversiering. Het kan tot een jaar duren voordat de pakken afgewerkt zijn, aangezien elke artiest zelf materialen moet bestellen, de lay-out moet ontwerpen, naaien en kraaltjes moet maken. Het kralenwerk is volledig handwerk en heeft een combinatie van kleur en textuur. Een deel van de pakken hangt in musea door het hele land.

## Paradevorming en protocol

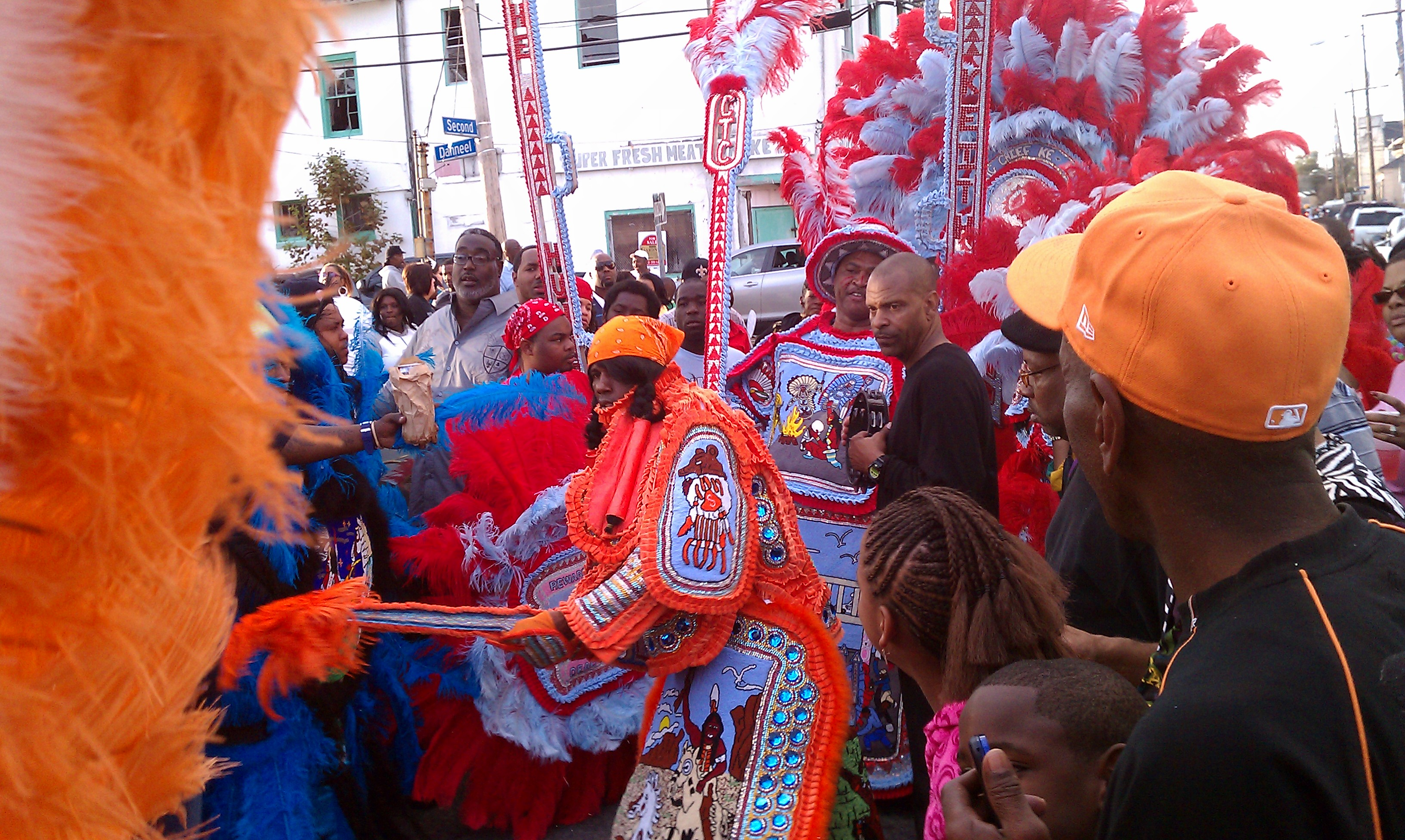
Uptown Mardi Gras-indianen ontmoeten elkaar op Mardi Gras-dag

De Mardi Gras-indianen spelen verschillende traditionele rollen. Vele straten vooruit op de optocht staan in burger geklede informanten die een oogje in het zeil houden voor mogelijk gevaar. De processie begint met "spyboys", gekleed in lichte "hardlooppakken" die hen de vrijheid geven om snel te bewegen in geval van nood. Vervolgens komt de 'eerste vlag', een sierlijk geklede indiaan die een symbolische stamvlag draagt. Het dichtst bij de "Big Chief" staat de "Wildman" die meestal een symbolisch wapen draagt. Ten slotte is er de 'Big Chief'. De "Big Chief" beslist waar hij heen gaat en welke stammen hij ontmoet (of negeert). De hele groep wordt gevolgd door percussionisten en feestvierders.
Tijdens de mars dansen en zingen de Indianen traditionele liederen die specifiek zijn voor hun stam. Ze gebruiken een mengelmoes van talen, losjes gebaseerd op verschillende Afrikaanse dialecten. De "Big Chief" beslist waar de groep zal paraderen; de route van de parade is elke keer anders. Wanneer twee stammen elkaar tegenkomen, passeren ze elkaar of gaan een symbolisch gevecht aan. Elke stam stelt zich op en de "Big Chiefs" beschimpen elkaar over hun pakken en hun stammen. De drumbeats van de twee stammen verstrengelen zich en de confrontatie is compleet, waarna beide stammen hunweg vervolgen.

### Geweld
In de beginperiode van de Mardi Gras-indianen was Mardi Gras een dag van zowel feestvreugde als van bloedvergieten. Vermomming en paraderen was een tijd om wrok te beslechten. Dit deel van de Indiaanse geschiedenis van Mardi Gras is vereeuwigd in het lied van James Sugar Boy Crawford, "Jock O Mo" (beter bekend en vaak gecoverd als "Iko Iko"), gebaseerd op hun treiterende gezangen. Eind jaren zestig streed Allison Montana, "Chief of Chiefs", echter om een einde te maken aan het geweld tussen de Mardi Gras-indianenstammen. Hij zei: "Ik wilde dat ze ophielden met vechten met pistool en mes en zouden beginnen met vechten met naald en draad." Tegenwoordig worden de Mardi Gras-indianen niet geplaagd door geweld; in plaats daarvan baseren ze hun gevechten op de "mooiheid" van hun pakken.

## Stammen van de Mardi Gras Indian Nation
- 7th Ward Creole Hunters
- 7th Ward Hard Headers
- 7th Ward Hunters
- 9th Ward Hunters
- Algiers Warriors 1.5
- Apache Hunters
- Black Cherokee
- Black Eagles
- Black Feather
- Black Hawk Hunters
- Black Mohawks
- Black Seminoles
- Burning Spears
- Carrollton Hunters
- Cheyenne Hunters
- Chippewa Hunters
- Choctaw Hunters
- Comanche Hunters
- Congo Nation
- Creole Osceola
- Creole Wild West
- Flaming Arrows
- Geronimo Hunters
- Golden Arrows
- Golden Blades
- Golden Comanche
- Golden Eagles
- Golden Feather Hunters
- Golden Star Hunters
- Guardians of the Flame
- Hard Head Hunters
- Louisiana Star Choctaw Nation
- LoyalBreed Apache Warriors
- Mandingo Warriors
- Mohawk Hunters
- Monogram Hunters
- Morning Star Hunters
- Northside Skull and Bones Gang
- Red Hawk Hunters
- Red Flame Hunters
- Red White and Blue
- Seminole Hunters
- Seminole (Mardi Gras Indian Tribe)
- Spirit of FiYiYi (aka Fi-Yi-Yi)
- Timbuktu Warriors
- Trouble Nation
- Unified Nation
- Uptown Warriors
- Washitaw Nation
- White Cloud Hunters
- White Eagles
- Wild Apache
- Wild Bogacheeta
- Wild Tchoupitoulas
- Wild Magnolias
- Wild Mohicans
- Yellow Pocahontas
- Yellow Jackets
- Young Navaho
- Young Brave Hunters
- Young Monogram Hunters
- Young Cheyenne[13]
- Young Seminole Hunter

## Vergelijkbare pan-Amerikaanse culturele praktijken

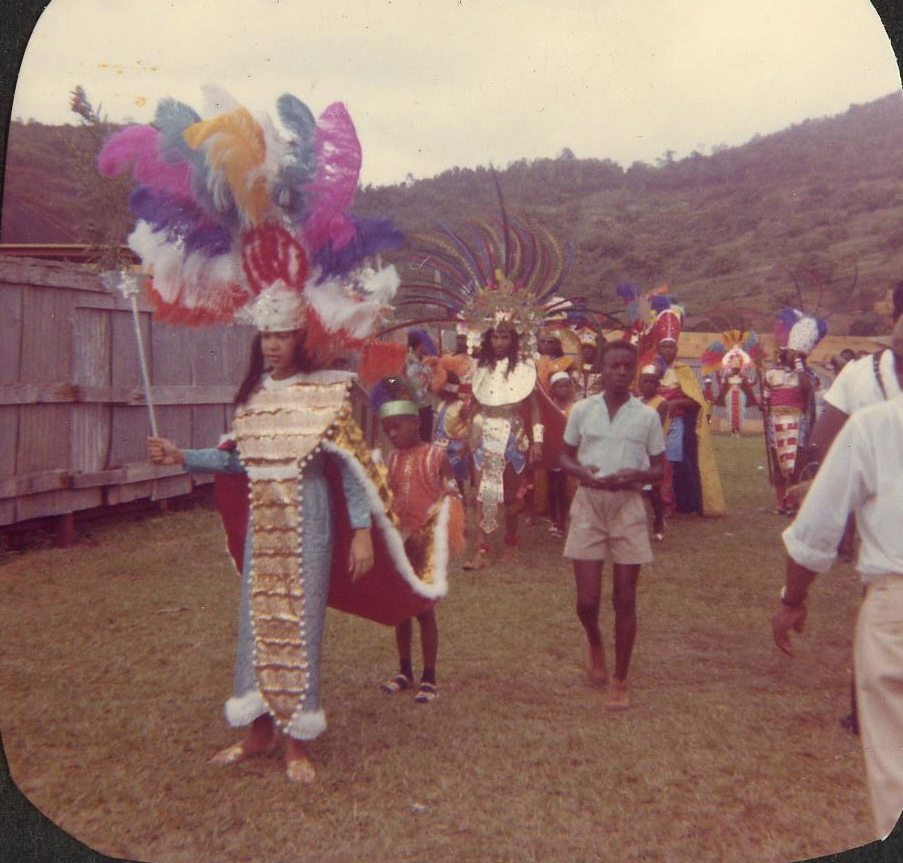
Carnaval in Grenada, 1965

## In popcultuur
- De HBO-serie Treme verhaalt over één stam van Mardi Gras-indianen, de Guardians of the Flame. Het is een van de belangrijkste verhaallijnen die door de serie loopt, met de voorbereidingen, de optochten en de gespannen relaties met de politie.
- Het lied "Iko Iko" noemt twee Mardi Gras indianenstammen.
- Beyoncé 's visuele album Lemonade uit 2016 toont een Mardi Gras-indiaan die rond een eettafel cirkelt, een eerbetoon aan de cultuur van New Orleans .[14]
- In de Freeform- serie "Cloak & Dagger", gebaseerd op de gelijknamige Marvel Comics- personages, waren de vader en broer van Tyrone Johnson Mardi Gras-indianen voorafgaand aan de gebeurtenissen van de show. Wanneer Tyrone zijn kenmerkende mantel ontdekt, wordt onthuld dat zijn broer eraan werkte tijdens zijn opleiding tot spyboy.[15]

## Verder lezen
- Mitchell, Reid (1995). All on a Mardi Gras Day: Episodes in the History of New Orleans Carnival. Harvard University Press, Cambridge, Mass., "Mardi Gras Indians", 113–130. ISBN 0-674-01623-8.
- Dewulf, Jeroen (2017). From the Kingdom of Kongo to Congo Square: Kongo Dances and the Origins of the Mardi Gras Indians. University of Louisiana at Lafayette Press, Lafayette, LA. ISBN 9781935754961.